# Banovo brdo
Banovo brdo (srbskou cyrilicí Баново брдо, doslova v češtině Bánův vrch) je lokalita v místní části Čukarica v srbském hlavním městě Bělehradu. Má 5 887 obyvatel (stav v roce 2002).
Svůj název má podle Matiji Bana. Ten si v polovině 19. století postavil na zdejším kopci panství, kterému se říkalo Banovac. V souvislosti s šířením srbské metropole všemi směry se při urbanizaci oblasti bylo místo pojmenováno Banovo brdo. Během první světové války zde byli padlí srbští vojáci pohřbíváni, a to na hřbitově v přilehlém parku Košutnjak. Z úcty k srbským obráncům Bělehradu tam nechal polní maršál August von Mackensen vztyčit obelisk s nápisem "Zde odpočívají srbští hrdinové". Německý válečný hrob Banovo Brdo připomíná německé oběti první a druhé světové války. Na Banovu brdu sídlí také fotbalový klub FK Čukarički, který hraje nejvyšší národní ligu.[zdroj?]